# Hongi

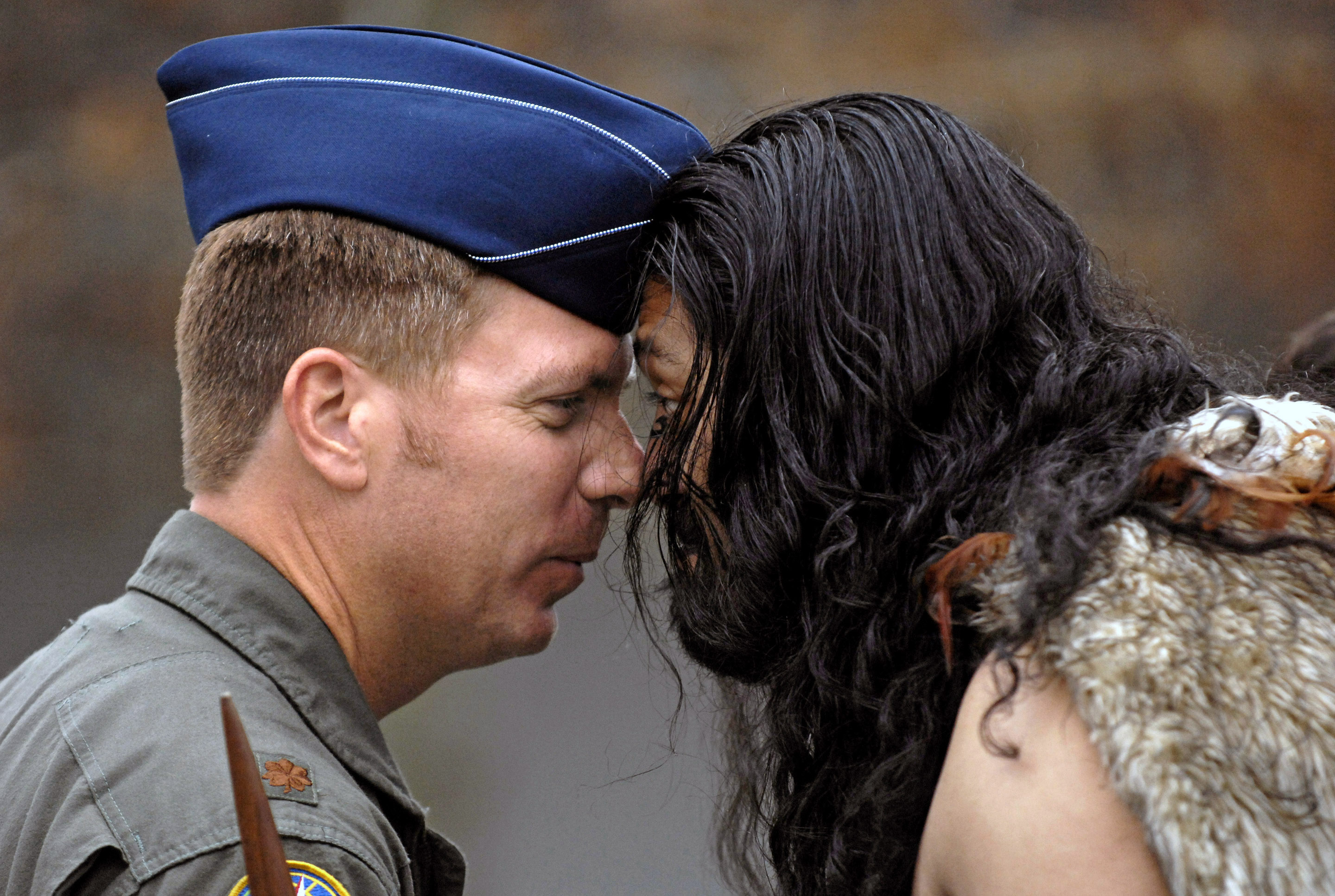
Un aviador de EE.UU. y un guerrero Māori intercambiando un hongi durante una ceremoniapōwhiri.

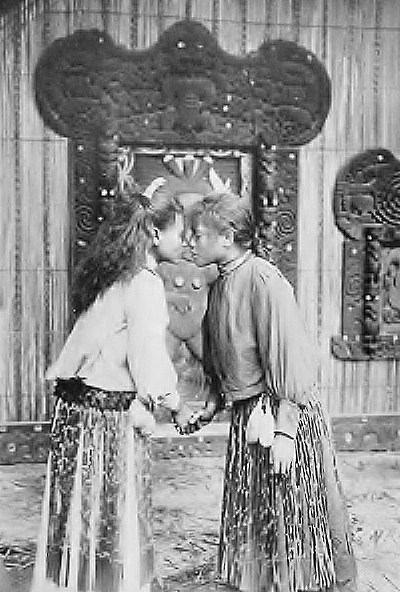
Dos mujeres Māori intercambiando un hongi, 1913.

El saludo tradicional Māori, el hongi (pronunciación Māori: [ˈhɔŋi]) es realizado por dos personas presionando sus narices juntas; algunas personas al mismo tiempo unen sus frentes. El saludo se utiliza en reuniones tradicionales entre personas Māori, y en ceremonias importantes, como un pōwhiri. El saludo puede ser seguido por un apretón de manos.
En el hongi, el ''ha'' (aliento de vida) es intercambiado como un símbolo de unidad. A través del intercambio de este saludo los manuhiri y visitantes, se unen con tangata whenua (las personas de la tierra), y establecen una conexión.

## Simbolismo
Cuando los Māori saludan tradicionalmente a otros presionando sus narices y comparten el aliento de vida se lo considera una bienvenida directa de los dioses. En la mitología Māori, los Dioses crearon a la mujer moldeando  su forma usando barro y arena. El dios Tāne (dios del bosque, de la belleza artística y de la luz, en la mitología Māori) abrazó la figura y respiró a través de su nariz. Ella entonces estornudó y cobró vida, así se creó la primera mujer en las leyendas Māori, Hineahuone.

## Ejemplos
El hongi puede ser realizado por personas Māoris y no-Māoris, y entre Neozelandeses y visitantes extranjeros. Varios miembros de la realeza Británica se han saludado con el hongi durante la visita a Nueva Zelanda, incluyendo: El príncipe Carlos de Gales; La princesa Diana; La duquesa Camilla de Cornualles; El príncipe William Guillermo de Cambridge y Catalina de Cambridge; y el príncipe Enrique de Sussex y Meghan Markle de Sussex . La Secretaria del estado de los EE. UU. Hillary Clinton saludó con un hongi en noviembre de 2010 en su visita a Wellington. El presidente de EE. UU. anterior Barack Obama intercambió un hongi durante una visita al país en marzo de 2018.